# آبرود (داورزن)

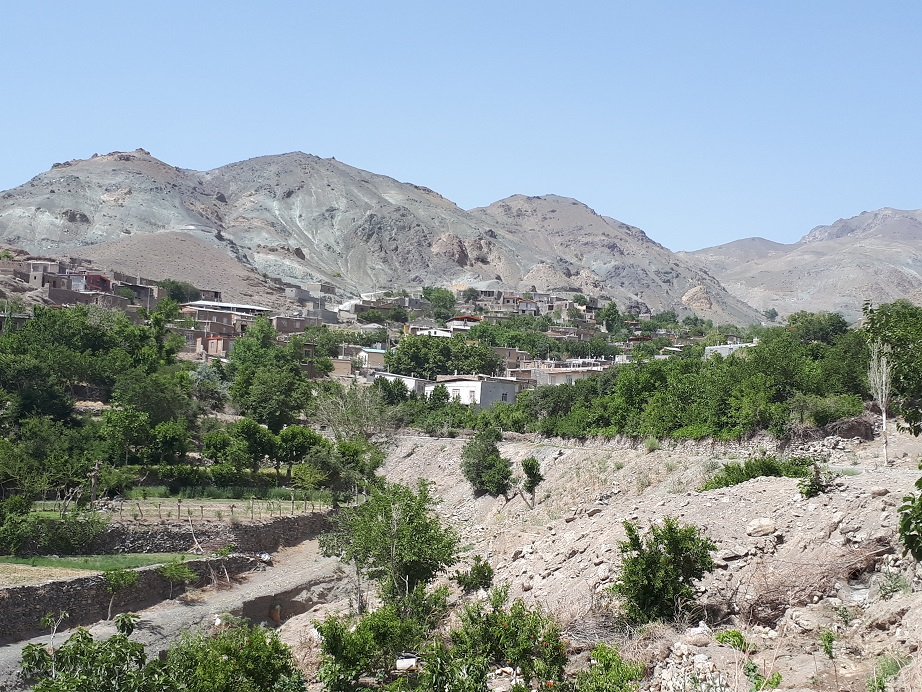
طبیعت بهاری روستای آبرود

آبرود، روستایی از توابع بخش مرکزی شهرستان داورزن در استان خراسان رضوی ایران است.

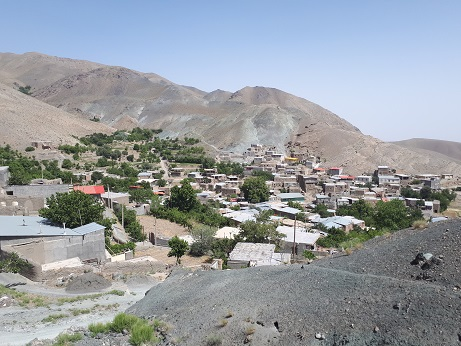
چشم اندازی از روستای آبرود

## جمعیت
این روستا در دهستان مزینان قرار داشته و بر اساس سرشماری سال ۱۳۸۵ جمعیت آن ۷۲۹ نفر (۱۶۰ خانوار)
بوده است.